# Paranisentomon triglobulum
Paranisentomon triglobulum är en urinsektsart som först beskrevs av Yin och Zhang 1982.  Paranisentomon triglobulum ingår i släktet Paranisentomon och familjen trakétrevfotingar. Inga underarter finns listade i Catalogue of Life.